# Non sono un angelo (manga)
Non sono un angelo (天使なんかじゃない?, Tenshi nanka ja nai) è un manga scritto, illustrato e disegnato da Ai Yazawa, nota mangaka giapponese e autrice di diverse opere di successo anche in Italia.
In Giappone questa serie fu edita dalla Shūeisha nel Ribon, e venne collezionata in 8 tankōbon. La versione italiana dell'opera, come quella giapponese, è composta da 8 volumi, pubblicati dalla casa editrice Panini Comics, per l'etichetta Planet Manga.
Nel 1994 dal manga è stato tratto un OAV di 30 minuti.

## Trama
Durante una giornata piovosa, la studentessa al primo anno di liceo Midori Saejima vede un giovane studente alto ed affascinante prendersi cura di un micio randagio. Senza neanche sapere il nome del ragazzo, Midori si innamora di lui a prima vista.
A causa della sua malattia, Midori torna a scuola tre giorni dopo le vacanze estive, solo per scoprire che si era candidata volontariamente al consiglio degli studenti. Dopo una serie di imbarazzanti incidenti, sia lei che il misterioso ragazzo si incontrano. Il giovane si chiama Akira Sudo, ed è stato eletto come membro del consiglio studentesco. Essendo il primo consiglio di questa nuova scuola, hanno il compito di crearne le tradizioni in una storia d'amore tra il dolce e l'amaro.

## Personaggi principali
Midori Saejima (冴島翠?, Saejima Midori)
Doppiata da: Aya Hisakawa
Protagonista dell'opera. Studentessa del primo anno dell'istituto Hijiri, Midori è una ragazza molto solare e allegra, amatissima dai suoi compagni di scuola e conosciuta da tutti. Nonostante ciò è una persona molto semplice e alla mano. La sua popolarità cresce quando Midori si presenta come candidata al comitato studentesco: quando si tiene il comizio elettorale, Midori inizia a conoscere gli altri candidati, alcuni dei quali diventeranno in seguito i suoi amici più cari.
Akira Sudō (須藤晃?, Sudō Akira)
Doppiato da: Toshiyuki Morikawa
Studente dello stesso istituto di Midori, l'Hijiri, candidato anch'egli al comitato studentesco. Ha l'aspetto tipico del teppista e porta una strana acconciatura di capelli "a banana". Midori è subito attratta da Akira, nonostante all'inizio ancora non lo conosca nemmeno.
Ken Nakagawa (中川ケン?, Nakagawa Ken)
Amico delle medie di Midori, è un musicista che sogna di diventare famoso. Appare per la prima volta nel volume 3, quando Midori lo incontra assieme ad altri vecchi amici per il suo compleanno.
Hiroko Maki (牧博子?, Maki Hiroko)
Doppiata da: Kikuko Inoue
Professoressa d'arte di Midori. È molto popolare tra le sue studentesse a causa della sua bellezza e della sua gentilezza.

## Accoglienza
Nel sondaggio Manga Sōsenkyo 2021 indetto da TV Asahi, 150 000 persone hanno votato la loro top 100 delle serie manga e Non sono un angelo si è classificata al 98º posto.